# Avellopsis capensis
Avellopsis capensis är en spindelart som beskrevs av William Frederick Purcell 1904. Avellopsis capensis ingår i släktet Avellopsis och familjen Deinopidae. Inga underarter finns listade.